# Hermanas Touza
Hermanas Touza, Lola, Amparo y Julia Touza Domínguez de Ribadavia  (Orense) fueron tres hermanas gallegas que ayudaron a salvar a más de 500 judíos que huían del Holocausto, estableciendo una red clandestina para lograr que los judíos llegados a la Estación de Ribadavia pudieran ponerse a salvo en Portugal.
Las tres hermanas son conocidas como las "Schindler gallegas".

## Las hermanas

### Contexto histórico
Durante Segunda Guerra Mundial, en el pueblo gallego de Ribadavia  vivieron las hermanas Lola, Amparo y Julia Touza Domínguez quienes participaron en una red clandestina que logró poner a salvo supuestamente a más de 500 personas judías que huían de la persecución nazi decretada por Adolf Hitler, y llegaban a la estación de Ribadavia en la línea ferroviaria de Hendaya-Vigo
Las tres hermanas, vecinas de la localidad de Ribadavia (Orense), regentaban el casino y una cantina en la estación de trenes, Lola Touza montó con sus hermanas la red en la que también colaboraron los taxista Xosé Rocha Freixido y Xavier Míguez, con parada en Ribadavia, un barquero, Ramón Estévez y un intérprete Ricardo Pérez. Cuando llegaba el tren previamente señalado de noche o de día, Lola, con el acuerdo cómplice de sus dos hermanas se encargaba de atender a los viajeros en situación de auxilio, los escondía en su casa el tiempo necesario, hasta la noche precisa en que los taxistas se encargaban de su traslado a la frontera con Portugal.
El escritor y librero Antón Patiño Regueiro rescató la historia de las hermanas Touza cuyo relato fue transmitido por Amancio Vázquez, un exiliado gallego a quien un judío residente en Nueva York le había encomendado hacer llegar el agradecimiento a las hermanas.
En 1964,  Isaac Retzmann, neoyorquino de origen judío, quien había llegado a Estados Unidos en 1943 huyendo de la persecución de los judíos en Europa, comenzó a investigar para poder encontrar a las personas que durante la Segunda Guerra Mundial le habían salvado la vida a él y a muchas personas más. Esta búsqueda  fue la que reveló el secreto guardado. Se siguen buscando testimonios infructuosamente que ratifiquen el número de fugados.
Lola, Amparo y Julia fueron valientes y arriesgadas, capaces de esquivar a las autoridades franquistas y a los agentes de la Gestapo para salvar la vida de cientos de personas y lograr que  consiguieran cruzar la frontera entre España y Portugal a la estación de Ribadavia  se la conocía como, Estación Libertad.

### El escondite
Las hermanas Touza Domínguez habilitaron el escondite para los perseguidos en el quiosco de la estación de Ribadavia y en su propia vivienda, esta casa contaba con un sótano, que estaba disimulado bajo un falso suelo, de unos 20 metros cuadrados excavado bajo tierra y acomodado para el refugio de los huidos, aquí comían y descansaban hasta el momento propicio de partir hacia la frontera portuguesa.

### Vida personal
Las hermanas Touza, Lola, Amparo y Julia mantuvieron el secreto de su gesta solidaria durante toda su vida, incluso para sus hijos este hecho fue desconocido, el pacto de silencio se mantuvo mientras siguiera alguna de ellas con vida, nada se haría público por miedo a represalias. Esta historia ha sido rescatada fundamentalmente por los relatos de las personas salvadas de la persecución nazi.  
La generosidad de las hermanas no acababa con la puesta de los perseguidos en la frontera portuguesa, si bien antes de pasar les entregaban algo de dinero para que pudieran desenvolverse en Portugal, a esta ayuda económica destinaban lo ganado en la gestión del casino.  Así lo ha testificado uno de los sobrevivientes, que entregó la moneda de plata que Lola Touza le había dado, al nieto de esta, Julio.
En la década de los cincuenta el casino cerró y Lola, Amparo y Julia continuaron con su trabajo en la cantina de la estación.
Lola murió el 26 de junio de 1966. Amparo el 6 de febrero de 1981 y Xulia  el 6 de junio de 1983. Juntas vivieron y juntas están enterradas en el cementerio de Ribadavia.

## Justo entre los justos
Las personas no judías que ayudaron a los judíos durante el Holocausto han sido reconocidas como Los “Justos entre las Naciones” o “Justos Gentiles”.
Entre las personas españolas que ostentan este reconocimiento se encuentran las Hermanas Touza, quienes figuran en la lista de personas que ayudaron a los judíos durante el Holocausto.

## Reconocimientos
Una vez conocidos los hechos, las hermanas Touza han sido reconocidas por la sociedad de Rivadavia, y tratando que su legado solidario se ponga en valor.:
El 7 de septiembre de 2008, la labor humanitaria de las hermanas Touza fue reconocida en Ribadavia con un homenaje póstumo auspiciado por el Centro de Estudios Medievales de la localidad, en la fachada de su casa se colocó una placa ‘Loitadoras pola liberdade’,
El Estado de Israel ha reconocido a las hermanas Touza en su capital, Jerusalén, con un árbol que evoca la labor de Lola, Amparo y Julia y se han iniciado los trámites para otorgar a las hermanas Touza Domínguez el título de ‘Justas entre las Naciones.
Se ha escrito sobre ellas:
Estación Libertad. Emilio Ruiz Barrachina.
Libro de cuentos infantil, “Lola, Amparo y Xulia, as irmás Touza”.
La obra de teatro estrenada en México en 2015, Las Touzá. De Alfonso Cárcamo y dirección de Carla Soto.
La película de 2016 Lobos sucios el director Simón Casal